# Ideonella
Genre
Ideonella est un genre de bactéries.

## Liste d'espèces
Selon Catalogue of Life (18 avril 2018) & ITIS (18 avril 2018) :
- Ideonella azotifigens Noar & Buckley, 2009
- Ideonella dechloratans Malmqvist & al., 1994

Selon NCBI (18 avril 2018) :
- Ideonella azotifigens Noar & Buckley, 2009
- Ideonella dechloratans Malmqvist & al. 1994
- Ideonella paludis Sheu & al. 2016
- Ideonella sakaiensis Tanasupawat & al. 2016